# Galleria di base del San Gottardo
La galleria di base del San Gottardo (in tedesco: Gotthard-Basistunnel, in francese: Tunnel de base du Saint-Gothard, in romancio: Tunnel da basa dal Son Gottard) è una galleria ferroviaria, inaugurata il 1º giugno 2016, che collega le località svizzere di Erstfeld e Bodio; con circa 57 km di lunghezza (56,978 la canna ovest e 57,091 la canna est) e circa 2 500 metri di profondità massima, è il tunnel ferroviario più lungo e più profondo del mondo. Fa parte del progetto ferroviario svizzero AlpTransit. È stata inaugurata il 1º giugno 2016 e aperta al traffico viaggiatori l'11 dicembre dello stesso anno.

## Storia
Il Passo del San Gottardo (con i relativi tunnel) è uno dei valichi più importanti per attraversare le Alpi in direzione nord-sud. Si stimava che tra il 1980 e il 2011 il traffico complessivo fosse aumentato più di dieci volte, portando le gallerie esistenti ai loro limiti di capacità: il traforo stradale, lungo poco meno di 17 km ed inaugurato nel 1980, era attraversato da oltre 6 milioni di autoveicoli annui, mentre sulla ferrovia del Gottardo potevano transitare treni con limiti di massa di 1 300 tonnellate con una sola locomotiva e di 1 500 tonnellate con due locomotive: mezzi più capienti e voluminosi non potevano infatti impegnare le strette valli montane e le gallerie elicoidali fino a un'altezza di 1 100 metri sul livello del mare.
A causa del crescente traffico veicolare internazionale, la Svizzera ha votato a febbraio 1994 per un cambiamento nella politica dei trasporti (Traffic Act, emanato nel mese di ottobre 1999), al fine di aumentare il trasporto su rotaia di merci tra la Germania meridionale e l'Italia settentrionale, in modo da alleviare il traffico stradale (attraverso il trasporto intermodale delle merci e la cosiddetta autostrada viaggiante, in cui l'intero camion viene trasportato su rotaia) e da soddisfare l'esigenza politica di spostare più stazza possibile da trasporto camion per la formazione di trasporto, come richiesto dal cosiddetto Alpine Protection Act del 1994. Due anni prima, nel 1992, un referendum nazionale aveva visto vincere col 64% delle preferenze il "sì" al progetto AlpTransit.
Il tunnel ferroviario di base venne studiato per creare un passaggio più veloce e più lineare attraverso le Alpi svizzere, sottopassando il Massiccio del San Gottardo circa 600 metri più in basso della vecchia galleria. La costruzione del tunnel iniziò nel 1996. I lavori di perforazione della galleria orientale sono stati completati il 15 ottobre 2010 in una cerimonia trasmessa in diretta dalla televisione svizzera, mentre il tunnel occidentale è stato aperto il 23 marzo 2011. AlpTransit San Gottardo SA ha consegnato il tunnel alle Ferrovie Federali svizzere (SBB CFF FFS) in condizioni di funzionamento il 1º giugno 2016; la fase di test è continuata fino all'11 dicembre 2016 quando, in concomitanza con l'entrata in vigore dell'orario ferroviario invernale, la galleria è stata ufficialmente aperta al traffico viaggiatori. La cerimonia di inaugurazione del 1º giugno 2016 fu curata dal regista Volker Hesse. Il costo totale del progetto è di 9,8 miliardi di franchi svizzeri.
L'entrata in funzione della galleria a pieno regime ha permesso il passaggio oltre lo sbarramento alpino a treni merci standard, con massa fino a 3 600 tonnellate, e consentito ai treni passeggeri di viaggiare su un tracciato sostanzialmente pianeggiante alla velocità di 200 km/h (potenzialmente estendibile fino a 249 km/h), riducendo i tempi di percorrenza per i trasporti ferroviari transalpini da Zurigo a Milano di circa 60 minuti. Quest'ultimo risultato fu conseguito grazie anche all'inaugurazione di un altro tunnel di base, quello del Monte Ceneri, nel 2020.
Il limite di velocità imposto ai treni passeggeri è dovuto alla presenza contemporanea di treni merci, che viaggiano a velocità minima di 100 km/h; i convogli in servizio viaggiatori possono comunque superare i 200 km/h in caso di ritardi e altre circostanze particolari.
Per quanto riguarda i consumi energetici, comparando i volumi di traffico passeggeri e merci sulla linea preesistente (quella di montagna), le FFS stimano che, quando l'intero sistema AlpTransit sarà operativo, vi sarà un risparmio energetico complessivo pari a circa il 10%; nello specifico, pur con una riduzione di circa il 33% riguardo ai consumi energetici per le merci, si stima invece un aumento di costo energetico per passeggero del 20%, dovuto alla maggiore velocità di viaggio e alla specifica difficoltà per ottenerla all'interno del tunnel, a causa della maggiore resistenza dell'aria, compressa dal transito dei treni. Oltre a ciò è stato tenuto conto delle esigenze energetiche di funzionamento del tunnel (ricambio d'aria, ecc.), concludendo che più si muterà la proporzione tra convogli merci e convogli passeggeri in favore dei primi, più i consumi energetici si ridurranno.
Dalla sua inaugurazione, la galleria di base del San Gottardo è il tunnel ferroviario più lungo e più profondo del mondo; è il terzo tunnel svizzero a conquistare il primato in lunghezza, dopo la galleria ferroviaria del San Gottardo (15 km, inaugurata nel 1882) e il traforo del Sempione (19,8 km, inaugurato nel 1905).

## Geografia
Come gli altri due tunnel che passano attraverso il San Gottardo, la galleria di base del San Gottardo collega le due valli separate dal passo del San Gottardo: la valle del fiume Reuss (Uri Reusstal) nel Canton Uri e la valle del fiume Ticino (distretto di Leventina) nel cantone omonimo. Tuttavia, a differenza delle altre due gallerie e della maggior parte degli altri tunnel, la galleria di base del San Gottardo passa sotto diversi e distinti massicci montuosi, due dei quali sono grandi sottocatene montuose alpine: le Alpi Glaronesi e il Massiccio del San Gottardo. Questo fa sì che anche una terza regione, la valle del fiume Reno Anteriore (distretto di Surselva) nel Cantone dei Grigioni, sia attraversata dalla galleria, trovandosi circa a metà del traforo. Il tunnel attraversa queste due catene montuose in prossimità del passo Chrüzli e del passo del Lucomagno. Mentre i cantoni di Uri e Ticino fanno parte rispettivamente dell'area di lingua tedesca e italiana della Svizzera, la Surselva è prevalentemente di lingua romancia.

### Clima e territorio
La galleria di base del San Gottardo attraversa completamente le Alpi, catena montuosa che influenza fortemente il clima europeo e quello della Svizzera: in particolare, si possono osservare condizioni meteorologiche e climatiche drasticamente differenti e spesso anche completamente opposte tra le due estremità della galleria, con differenze di temperatura che possono superare i 10 °C. In media, la temperatura è di 2-3 °C più elevata sul lato sud rispetto a quello nord. Gli stessi fenomeni sono osservabili attraversando la galleria autostradale o il vecchio tunnel del Gottardo, con la differenza che a essere collegate sono, con la galleria di base, due regioni di pianura.

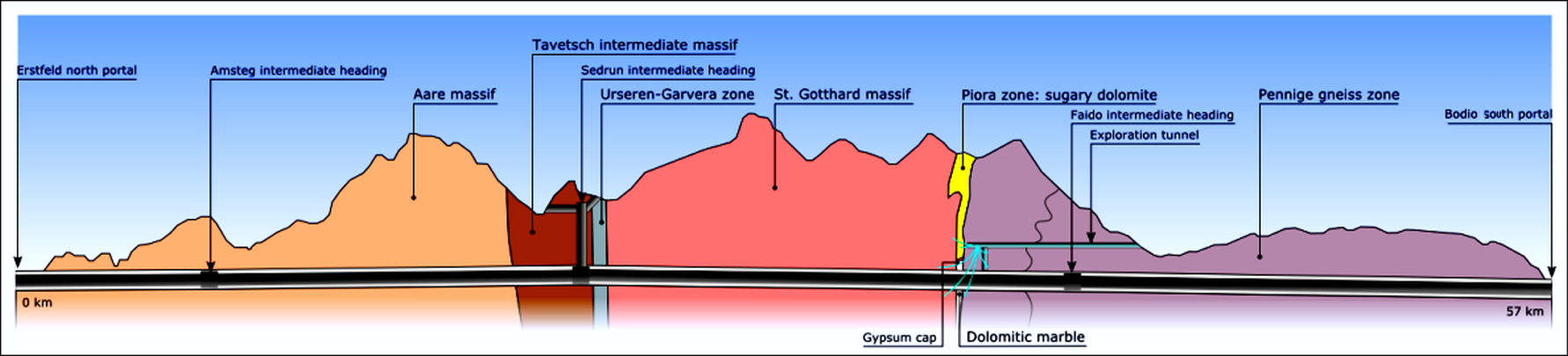
Profilo geologico del GBT

L'ingresso nord della galleria si trova a nord del comune di Erstfeld, a un'altitudine di 460 metri sul livello del mare e a est del fiume Reuss. Il tunnel penetra le pendici occidentali del Bälmeten e del Chli Windgällen, anche se marginalmente, prima di passare sotto la valle del Chärstelenbach (Maderanertal). Da qui il tunnel prosegue parallelo alla piccola valle dell'Etzlibach e corre sotto il monte Witenalpstock. La cresta principale delle Alpi Glaronesi, che è lo spartiacque tra la Reuss e il Reno Anteriore, è attraversata al di sotto del Chrüzlistock, la cui cresta si eleva fino all'altitudine di circa 2 700 metri, punto che costituisce anche il confine tra i cantoni di Uri e dei Grigioni. Da tale punto, la galleria corre parallela alla piccola valle dello Strem (Val Strem) prima di passare sotto Sedrun e il Reno Anteriore. Dal fondo della valle, il tunnel procede verso la valle del Rein da Nalps (Val Nalps) e passa a est della diga di Lai da Nalps, prima di attraversare la catena del Gannaretsch sotto il Piz Vatgira o, più precisamente, la sua vetta occidentale (2 981 metri): questo è il punto più profondo del tunnel, che qui è sovrastato da uno strato di roccia spesso circa 2 450 metri.
Da questo punto, il tunnel passa sotto la valle del Rein da Medel (Val Medel) e passa a ovest del lago di Santa Maria (Lai da Sontga Maria): in questo punto, il tunnel attraversa il confine tra i Cantoni dei Grigioni e Ticino, pur rimanendo nella stessa valle. Solo dopo un paio di chilometri il tunnel attraversa lo spartiacque tra il Reno anteriore e il fiume Ticino, a nord del Pizzo dell'Uomo, a un'altitudine di circa 2 600 metri: questo punto corrisponde alla catena principale delle Alpi ed è il principale spartiacque tra i bacini idrografici del Reno e del Po. Per alcuni chilometri, il tunnel passa poi sotto la valle del fiume Brenno (Valle Santa Maria) prima di attraversare l'ultimo intervallo, tra il Pizzo del Sole e il Pizzo di Campello, a un'altitudine di circa 2 500 metri. Da questo punto, il tunnel passa sotto le pendici occidentali di questa catena montuosa, fino alla fine del monte Matro. L'ingresso sud della galleria si trova a sud del comune di Bodio, appena a est del fiume Ticino, a un'altitudine di 312 metri. Le stazioni ferroviarie più vicine alle imboccature del tunnel sono la stazione di Altdorf a nord e la stazione di Biasca sul lato sud.

## Percorso
| Continuation backward |

| Non-passenger station/depot on track |

| Unknown route-map component "CONTgq" | Unknown route-map component "ABZgr" |  |

| Unknown route-map component "tSTRa" |

| Unknown route-map component "tSTR" |

| Unknown route-map component "tDST" |

| Unknown route-map component "tDST" |

| Unknown route-map component "CONTgq" | Unknown route-map component "tSTR" + Unknown route-map component "kSTR2+r" | Unknown route-map component "kSTRc3" |

|  | Unknown route-map component "tSTRe" | Unknown route-map component "kSTR+4" |

|  | Unknown route-map component "KRWgl" | Unknown route-map component "KRWg+r" |

|  | Unknown route-map component "STR+c2" | Unknown route-map component "BHF3" |

|  | Unknown route-map component "ABZg+1" | Unknown route-map component "STRc4" |

| Continuation forward |

## Descrizione

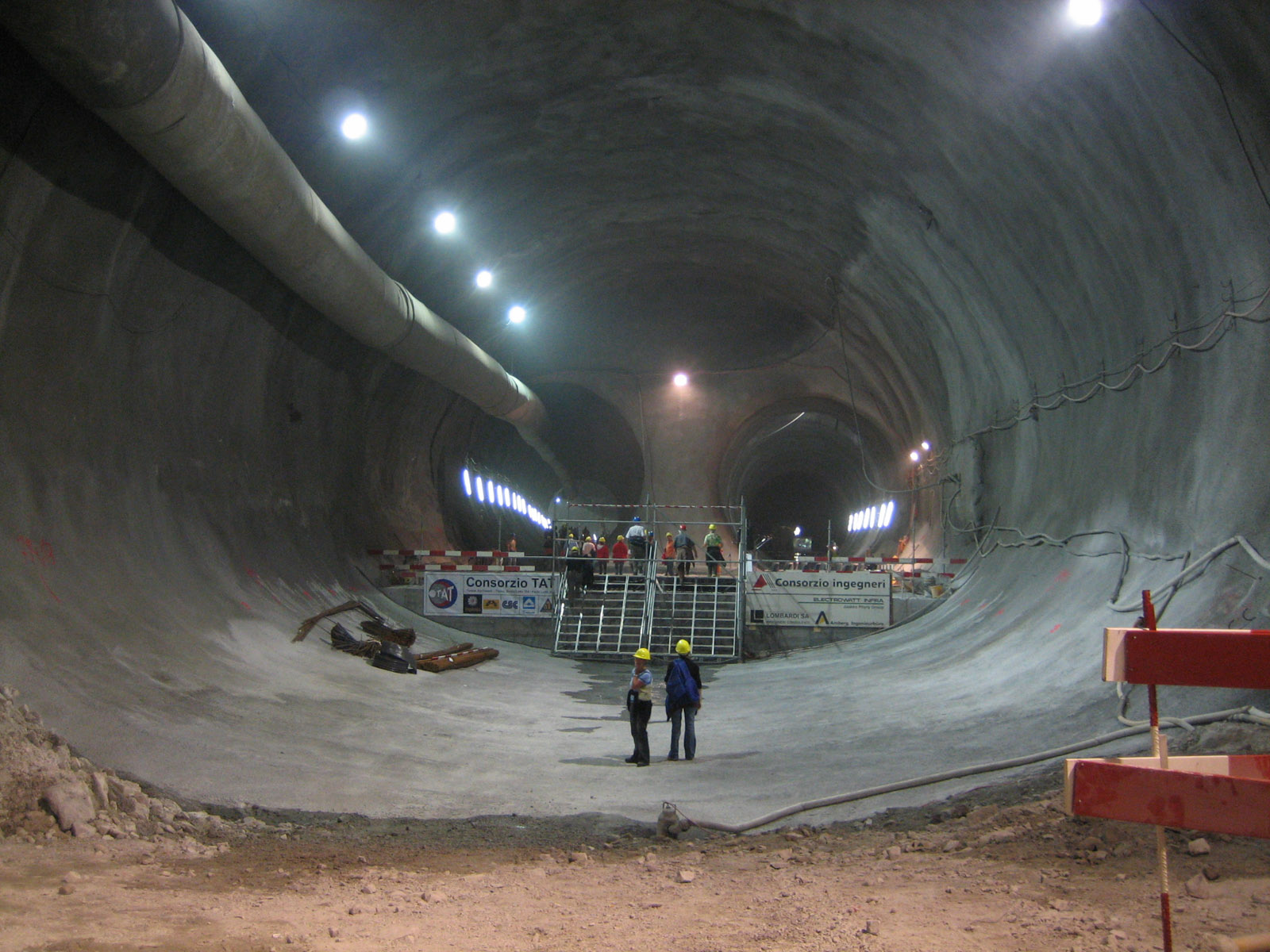
Il cantiere sotterraneo

La galleria di base del San Gottardo è, con una lunghezza di 57,09 km, il tunnel ferroviario più lungo del mondo, con una distanza geodetica di 55,782 chilometri tra i due ingressi. Costituisce anche il primo percorso pianeggiante attraverso una delle grandi catene montuose del pianeta, con un'altezza massima di 549 metri sul livello del mare; ciò la porta a detenere anche il primato di tunnel ferroviario più profondo del mondo, con una profondità massima di circa 2 450 metri, paragonabile a quella delle miniere più profonde della terra. Senza ventilazione, la temperatura all'interno del tunnel raggiungerebbe i 46 °C.
La galleria di base del San Gottardo è costituita da due canne a binario unico lunghe circa 57 km. Le canne sono collegate fra loro da cunicoli trasversali ogni 325 metri. Se si contano anche tutti i cunicoli di collegamento e di accesso, nonché i pozzi, la lunghezza complessiva del sistema di gallerie è di 152 km. Collega il portale nord a Erstfeld con il portale sud a Bodio.
La costruzione del tunnel, alla cui progettazione ha collaborato l'ingegnere ticinese Giovanni Lombardi, è iniziata il 4 novembre 1999, mentre l'inaugurazione è avvenuta il 1º giugno 2016, con un anno d'anticipo rispetto a quanto previsto inizialmente.
Nel tunnel, che è costruito solamente per il trasporto ferroviario, possono circolare treni con velocità massima di 200 km/h, aumentabile in caso di ritardi e altre circostanze non ordinarie. Nel 2019 le Ferrovie Federali Svizzere (SBB CFF FFS) hanno immesso in circolazione sui propri servizi a lunga percorrenza nazionali e internazionali un nuovo modello di elettrotreno ad alta velocità concepito appositamente per l'impiego nella galleria di base del San Gottardo, il RABe 501 Giruno, prodotto dalla società svizzera Stadler Rail. Dal 2020, con l'ultimazione della galleria di base del Monte Ceneri, Zurigo e Milano sono collegate tramite treno in poco più di tre ore, con una riduzione del tempo di percorrenza di circa un'ora rispetto a quando i due tunnel non esistevano.
Il 15 ottobre 2010, alle 14:17, la fresatrice TBM "Sissi" ha abbattuto gli ultimi 200 cm di roccia della canna est; la prima persona ad aver raggiunto il settore nord è stata il minatore austriaco Ubert Bär, che è passato sotto la testa della fresatrice portando con sé una riproduzione in legno di Santa Barbara, protettrice dei minatori.

## Costruzione

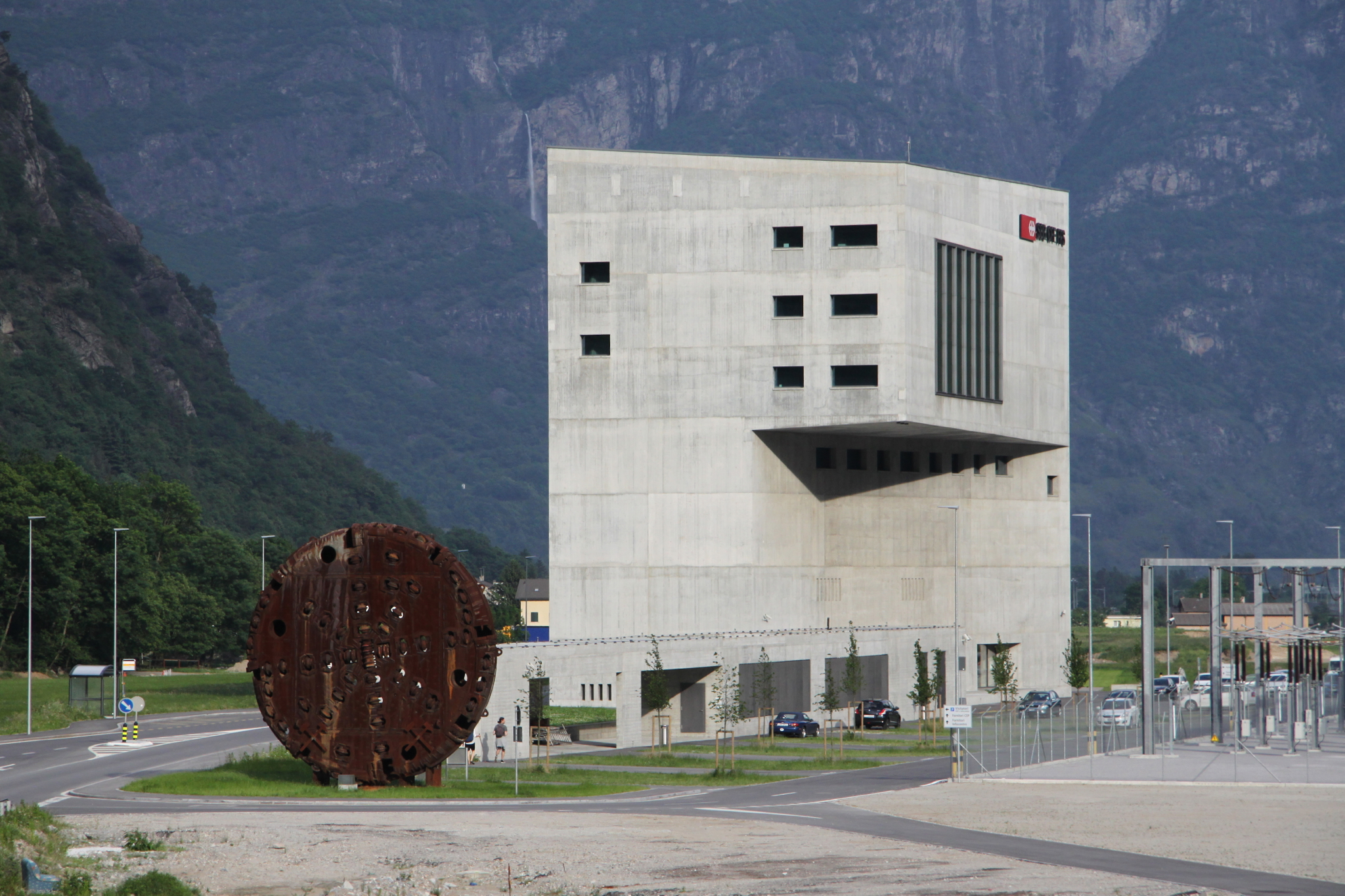
Il centro di controllo di Pollegio (ingresso sud), davanti al quale è monumentata una talpa (TBM)

La costruzione della galleria è stata realizzata dalla AlpTransit San Gottardo SA, società interamente controllata delle Ferrovie Federali Svizzere.
Per dimezzare i tempi di costruzione, sono state realizzate quattro gallerie di accesso in modo che la costruzione iniziasse in quattro (un quinto è stato aggiunto in seguito) diversi siti simultaneamente (Erstfeld, Amsteg, Sedrun, Faido e Bodio).
Le due gallerie sono unite circa ogni 325 m con tunnel trasversali di collegamento.
I treni possono passare da un tunnel all'altro nelle due stazioni multifunzionali (MFS) a Sedrun e Faido. Queste stazioni ospitano impianti di ventilazione e infrastrutture tecniche e servono, in caso di eventi, come punti di arresto d'emergenza e vie di trasferimento a piedi per i viaggiatori.
L'accesso al sito della stazione di Sedrun avviene tramite un tunnel di un chilometro di lunghezza dal fondovalle nei pressi di Sedrun, al termine del quale due tunnel verticali portano fino agli 800 metri del livello di tunnel di base. La proposta per la costruzione di una stazione utilizzata per il servizio passeggeri, chiamata Porta Alpina, che sarebbe stata lo scalo ferroviario più profondo al mondo ed avrebbe consentito il collegamento con la stazione turistica invernale locale, venne dapprima messa in attesa nel 2007 e definitivamente accantonata nel 2012 da parte delle autorità federali, in quanto considerata un investimento eccessivamente oneroso.
L'apertura del diaframma nella galleria est avvenne il giorno venerdì 15 ottobre 2010 alle ore 14:17, mentre quella nel tunnel ovest è stata compiuta mercoledì 23 marzo 2011 alle ore 0:20.
Il 16 dicembre 2013 è incominciata la fase di test di funzionamento su un tratto di 13 km nella parte meridionale del tunnel ovest tra Faido e Bodio, allo scopo di testare l'infrastruttura e gli eventuali sistemi ausiliari.
Il 31 ottobre 2014, l'installazione della linea ferroviaria è stata completata con la posa dell'ultima traversina (traversina in oro) durante l'evento che ha celebrato questa pietra miliare del progetto.

### Lavoratori morti durante la costruzione dell'opera
Nove lavoratori hanno perso la vita durante la costruzione, uno nella sezione di Amsteg, due nella sezione di Sedrun, e tre in ciascuna delle sezioni meridionali di Faido e Bodio. I nomi sono i seguenti:
- Andreas Reichhardt (33) da Gera, Germania, colpito da una barra di perforazione caduta da un'altezza di 700 m l'8 giugno 2000.
- Jacques Du Plooy (23) dal Sudafrica, sepolto da materiale di scavo il 12 marzo 2002.
- Heiko Bujack (35) da Harbke, Germania, colpito da un masso il 3 aprile 2003.
- Albert Ginzinger (37) da Mauterndorf, Austria, schiacciato da un cavo collassato l'11 settembre 2003.
- Andrea Astorino (31) dall'Italia e Salvatore di Benedetto (23) da Giubiasco, Svizzera, investiti da un veicolo di servizio il 21 gennaio 2005.
- Thorsten Elsemann da Oberhausen, Germania, schiacciato da un veicolo di servizio il 23 novembre 2006.
- Hans Gammel dalla Germania, catapultato all'esterno di un veicolo di ispezione il 24 giugno 2010.
- Giuseppe Liuzzo da Naso, Italia, caduto da un'impalcatura il 16 giugno 2012.

## Specifiche tecniche
- Lunghezza[23]:
  - Tunnel occidentale: 57,017 km
  - Tunnel orientale: 57,104 km
- Lunghezza totale di tutte le gallerie e pozzi: 151,840 km
- Diametro di ciascuno dei tubi a binario unico: 8,83-9,58 m
- Distanza tra i tunnel di passaggio trasversali: circa 325 m
- Dislivello Bodio (ingresso/uscita sud: 312 m) - Erstfeld (uscita/ingresso nord: 460 m): 148 m
- Copertura massima: 2450 m (presso il Piz Vatgira)
- Inizio dei lavori: 1993 (mappatura a ultrasuoni), 1996 (preparativi), 2003 (scavo meccanico)
- Fine della costruzione: 2016
- Messa in esercizio: maggio 2016
- Inaugurazione: 1º giugno 2016
- Inizio esercizio commerciale: 11 dicembre 2016
- Costo totale: 9,74 miliardi di franchi svizzeri[34] (da ottobre 2010) (8,81 miliardi di euro)
- Capacità di transito: 400 treni al giorno
- Elettrificazione del sistema: 15 kV, 16,7 Hz
- Norme di sicurezza: i requisiti di sicurezza relativi al materiale rotabile sono simili ad altri tunnel svizzeri, come la possibilità di disabilitare il freno di emergenza. Questo è in contrasto con il Tunnel della Manica, che ha regole diverse sulla sicurezza che richiedono appositi treni.
- Quantità di roccia scavata: 28 200 000 tonnellate[35], pari a 13300000 m³ (equivalenti a cinque piramidi di Giza)
- Numero di frese meccaniche a piena sezione (TBM) (talpe meccaniche): 4 Herrenknecht Gripper TBM (le talpe meccaniche con matricola S-210 e S-211 hanno operato in direzione nord da Bodio a Faido e Sedrun e sono state soprannominate rispettivamente Sissi e Heidi; le macchine con matricola S-229 e S-230 hanno lavorato in direzione sud da Erstfeld a Sedrun e sono stati battezzate Gabi I e Gabi II).
  - Lunghezza totale della fresa: 440 metri
  - Peso totale della fresa: 3 000 tonnellate
  - Potenza della fresa: 5 MW
  - Scavo quotidiano: massimo 25-30 metri (in condizioni di roccia eccellenti)
  - Lunghezza totale scavo per TBM: circa 45 km (per ogni tubo)
  - Produttore delle frese: Herrenknecht AG di Schwanau (Germania)
- Operai morti durante la costruzione: 9[36].
- Durata dello scavo: dal luglio 2004 al luglio 2011[37][38]

## Incidenti
Il 10 agosto 2023, circa alle 12:48 CEST, 16 vagoni di un treno merci in corsa verso nord sono deragliati all'interno della canna ovest della galleria di base, presso il posto di movimento di Faido. L'incidente non ha causato né morti né feriti, ma ha provocato enormi danni all'infrastruttura, compromettendo anche un portale di interconnessione e cambio binario tra le due canne e comportando il blocco della circolazione in entrambe le direzioni. In virtù di ciò, i treni sono stati deviati sulla vecchia linea montana (con cambio di convoglio a Chiasso per varie relazioni passeggeri internazionali) fino a ottobre 2023, quando la canna est del tunnel di base è stata riaperta, previo ripristino del portale ammalorato, in attesa del risanamento completo, con la riapertura anche della canna ovest (nella quale dovevano essere sostituiti 8 km di binario e 20.000 traversine, oltre ad alcuni apparati).
Il ritorno a regime del servizio nell'intera galleria di base del Gottardo è avvenuto nella mattinata del 2 settembre 2024, come già precedentemente annunciato dalle FFS.